# 莫尔申 (德国)
莫尔申是德国黑森州的一个市镇。总面积47.94平方公里，总人口3590人，其中男性1847人，女性1743人（2011年12月31日），人口密度75人/平方公里。